# Польниця (Члуховський повіт)
Польниця (пол. Polnica) — село в Польщі, у гміні Члухув Члуховського повіту Поморського воєводства.
Населення — 1318 осіб (2011).
У 1975-1998 роках село належало до Слупського воєводства.

## Демографія
Демографічна структура станом на 31 березня 2011 року:
|          | Загалом | Допрацездатний вік | Працездатний вік | Постпрацездатний вік |
| -------- | ------- | ------------------ | ---------------- | -------------------- |
| Чоловіки | 691     | 152                | 481              | 58                   |
| Жінки    | 627     | 150                | 372              | 105                  |
| Разом    | 1318    | 302                | 853              | 163                  |